# Música Global
Música Global (Música Global Discogràfica S.L.) es una compañía discográfica catalana creada en 1995 con sede en Gerona, España, y con oficina también en Barcelona. Y su filosofía siempre ha sido promover a los artistas catalanes, de las Islas Baleares, Valencia y Andorra.

## Historia
Fue en el año 1995 con el grupo Ja T’ho Diré, que Música Global empezó a situarse en los medios de comunicación, llegando a posicionar a Ja T’ho Diré como uno de los grupos más importantes en el panorama musical. Y con la entrada de Sopa de Cabra al sello, la discográfica consiguió volver a situar al grupo en lo más alto de popularidad y crítica con tres discos de Oro.
Hoy en día cuentan con más de 10 000 referencias en catalán y un abanico con los mejores artistas de Cataluña de distintos géneros musicales como Ja T'ho Diré, Sopa de Cabra, Lax'n'Busto, Compañía Elèctrica Dharma, Brams, Dept, Whiskyn's, Pau Vallvé, Maria Coma, Ferran Palau, Beth, Miquel Abras, Gertrudis, La Folie, La Iaia, Marc Parrot, Quimi Portet, Casa Rusa, Enric Verdaguer (Henrio), entre otros.
Desde 2004, se han impulsado carreras de artistas catalanes y mallorquines con discos en lengua española, inglés o bien instrumental. Algunos de ellos son: Miki Núñez, Doctor Prats, Buhos, Els Amics de les Arts, La Pegatina, Samantha, Manu Guix, Porto Bello, Obeses, Gossos, Judit Neddermann, Jordi Ninus, Alisia Rey, Elena Gadel, Manel Navarro, Sense Sal, Pantaleó, Segonamà, Mosaic, Joan Garrido, Sinfónica de Cobla y Cuerda de Cataluña, Glaucs, Jofre Bardagí, Emboirats, Gigi Ros, Maria Jacobs o Arc de Triomf.
Además, Música Global ha publicado discos tributo, proyectos originales, recopilatorios y/o productos de “Special Marketing” tan importantes como: El tribut a Sopa de Cabra “Podré tornar enrere”, “Deixa’t estimat... en català”, “Altres cançons de Nadal”, “Porca Misèria”, “Tribut a Umpah-Pah”, “50 anys de la nova cançó”, “No me la puc treure del cap”, “De la Señora a la República” de TVE con Joint Venture amb Sony Music, el disco del programa “Delicatessen” de Ràdio Icat FM, “El convidat”, “Polseres Vermelles”, “Oh Happy Day”, “Cites”, “Merlí” de TV3 y muchos más.
En el año 2004, con el fin de apostar por artistas catalanes de calidad que cantan en otros idiomas que no sea el catalán, se crea el subsello Mass Records. Y de este modo, conseguir elevar el prestigio tanto del sello Global como el de Mass dentro de las discográficas independientes más importantes de España.
En el año 2008 se entrega a Gossos un disco de Oro por su trabajo “Metamorfosis” y el reconocimiento de 5 premios Enderrock y un premio al disco catalán del año por el disco “Oxigen”.
Un año más tarde, se consigue lo mismo con Miquel Abras, que fue galardonado con 3 premios Enderrock y el disco catalán del 2009.
En 2010 se creó un subsello llamado “Amniòtic Records”, con el objetivo de recoger los nuevos artistas y grupos más representativos del panorama indie catalán como Maria Coma, Inspira, Pau Vallvé, U_mä, Nico Roig, Ferran Palau, etc. Y asimismo, también se generó el subsello de música infantil en catalán que se llama “Música Trapella”.
En el 2012 se les hizo entrega del disco de oro a “Cop de Rock” del musical de Dagoll Dagom.
Y un año más tarde, con 30 discos editados, Global sigue apostando por la música del país. Se entrega un disco de platino para las más de 40 000 copias vendidas de “Polseres Vermelles”, y dos discos de oro a “Oh Happy Day” y al grupo Ja T’ho Diré con “Moviments Salvatges” para las más de 20 000 copias vendidas. Pero fue con Els Catarres con quien consigue tener el gran éxito del año, donde aparte de ser “la canción del verano”, consigue los mejores Premios de 2013: 4 Premios Enderrock, Premi Arc, Premi Disc Català de l’Any, entre otros.
En 2014, reciben el disco de oro con “Oh Happy Day 2”, i producen discos como “On és la Màgia” de La Iaia, “Paisatges de Tinta” de Els Catarres, “Sortir per la finestra” de Marc Parrot i así hasta 20 discos. Además de la creación un subsello Dance para autores catalanes, “MGD Records”, comandado por el productor de Gerona, Albert Kik. Y apuestan también por la producción con disco del espectáculo “El petit Príncep”.
En 2015, sale uno de los discos más valorados, premiados y con más éxito de toda la música catalana. El disco “Big Bang” de Els Catarres, así como los nuevos discos de Obeses (Mejor disco para la crítica), Nyandú, Pepet i Marieta, Pantaleó XY, y Carles Carolina.
También este año se forma la primera Joint Venture con una multinacional (Sony Music), con un joven de Igualada, que toda la crítica musical lo sitúa como uno de los valores más emergentes de toda España y Europa. Es el caso de Enric Verdaguer, con quien ya hacía tres años que se trabajaba.
Se vuelve a conseguir la entrega de un disco de Oro por la segunda temporada de “Oh Happy Day”, y sacan los nuevos discos de los ganadores: In Crescendo, DeuDeVeu, Geriona y A-Grupo Vocal. Y también se fundó en este año un nuevo subsello enfocado al público infantil, “Petits Miracles”.
Durante el 2016, aparte de sacar los nuevos discos de Gossos , Quimi Portet, Buhos o els 10 anys de Projecte Mut, apuestan por artistas más difíciles de “público” pero no menos atractivos y de calidad, como Estupida Erikah, Pësh, Porto Bello, La Folie, Jordi Ninus, Eduard Canimas i Brugué, etc; y se publica el doble trabajo de la Sinfónica de Cobla y Cuerda de Cataluña con un homenaje a Lluís Llach. También firman con Sony Music una Joint Venture para apostar por la carrera del ganador del concurso producido por Música Global “Teen Star”, Manel Navarro; al que se le publica su primer single “Candle”. Y por último, se entregó el Disco de Oro al grupo Els Catarres y al musical El Petit Príncep.
En 2015-2016 la empresa celebró sus 20 años dentro de la industria musical y siendo pioneros en la publicación y promoción de artistas en lengua catalana.
En 2018, grandes artistas del panorama catalán como: Els Catarres, Doctor Prats, Buhos, Obeses y Gossos sacan álbumes y singles con mucha repercusión. Discos de prestigio como Marc Parrot, Jules y Pësh; apuestas como Jordi Ninus o Bipolar; proyectos como Onyric (Teatro musical) o El Petit Príncep, y la Sinfónica de Cobla y Cuerda de Cataluña con el disco de “Llull”.
Durante el 2019 Música Global da un salto importante y pasa a convertirse en la discográfica independiente con más tocadas y más presencia en toda España. Y gracias a la colaboración con Universal Music, se abre la posibilidad de emprender proyectos nuevos con artistas importantes. A raíz de ello, en 2019 fichan a uno de los artistas con más futuro, presencia y proyección, no solo en Cataluña, sino en España y Latinoamérica, Miki Núñez. Y en el 2021 a Samantha; ambos provienen de Operación Triunfo.
El 2020, fue un año complicado para todos debido a la pandemia, y la empresa tuvo que adaptarse a las nuevas formas de comercialización y promoción de los proyectos, dando énfasis sobre todo a las nuevas tecnologías. Así pues, siguiendo el trabajo realizado en el 2019, se siguió apostando por el artista Miki Nuñez y su nuevo disco “Iceberg”, que vio la luz a finales de 2020.
De igual forma se apostó por grupos nuevos, pero de renombre, como son Els Amics de les Arts con su disco “El senyal que esperaves”.
Paralelamente, se publicaron y promocionaron otros discos de artistas como: Buhos (El dia de la victòria), Blaumut (0001), Glaucs (Tot és possible), Segonamà (Erial), y el disco conmemorativo los 25 años de Música Global junto con la Sinfónica de Cobla y Cuerda de Cataluña, entre otros. Aparte, del lanzamiento de 18 singles nuevos originales de Blaumut, Manel Navarro, Segonamà, Miki Nuñez, David Nuri, Arnau Tordera, Alicia Rey, Doctor Prats, Joan Garrido, Buhos, Dave, Tomas Roca, Obeses i Maria Jacobs; y la realización de 34 videoclips.
En el 2021, entran a formar parte del repertorio de Música Global artistas como Gigi Ros, Mosaic o La Pegatina.
Además, Música Global ha participado en cinco festivales de Eurovisión. Tres representando Andorra (2004 - Estambul (Turquía) a Marta Roure, 2006 - Atenas (Grecia) a Jenny, y 2007 - Helsinki (Finlandia) a Anonymous) y dos a España (2017 - Kiev (Ucrania) a Manel Navarro, y 2019 - Tel Aviv (Israel) a Miki Núñez).
| Artistas y grupos de Música Global y Mass Records |
| ------------------------------------------------- |
| Arc de Triomf                                     |
| Amelie                                            |
| Anonymous                                         |
| Aramateix                                         |
| Bipolar                                           |
| Bizarre                                           |
| Beth                                              |
| Blaumut (álbum Equilibri)                         |
| Brams                                             |
| Bruno Oro                                         |
| Buhos                                             |
| Eduard Canimas i Brugué                           |
| Compañía Elèctrica Dharma                         |
| Cris Juanico                                      |
| Delen                                             |
| Dept                                              |
| Doctor Prats                                      |
| Edna                                              |
| Elena Gadel                                       |
| Els Amics de les Arts                             |
| Emboirats                                         |
| Es Reboster                                       |
| Estanislau Verdet                                 |
| Fora des Sembrat                                  |
| Frenètic                                          |
| Gazpacho                                          |
| Gerard Quintana                                   |
| Gertrudis                                         |
| Gigi Ros                                          |
| Glaucs                                            |
| Gossos                                            |
| Ja T'ho Diré                                      |
| Joan Garrido                                      |
| Jofre Bardagí                                     |
| Jordi Ninus                                       |
| Jordi Batiste                                     |
| Josep Thió                                        |
| Judit Neddermann                                  |
| Junts                                             |
| La Folie                                          |
| La Iaia                                           |
| La Pegatina                                       |
| Lax'n'Busto                                       |
| Mailers                                           |
| Manel Navarro                                     |
| Manu Guix                                         |
| Marc Parrot                                       |
| Maria Jacobs                                      |
| Menaix a Truà                                     |
| Miquel Abras                                      |
| Miki Nuñez                                        |
| Mone                                              |
| Mosaic                                            |
| Nubla                                             |
| Nut                                               |
| Nyandú                                            |
| Obeses                                            |
| Quimi Portet                                      |
| Pantaleó                                          |
| Pep Poblet                                        |
| Pere Espinosa                                     |
| Porto Bello                                       |
| Samantha                                          |
| Segonamà                                          |
| Sense Sal                                         |
| Senyors Tranquil                                  |
| Sopa de Cabra                                     |
| Toni Xuclà                                        |
| Whiskyn's                                         |